# Gwatemala na Letnich Igrzyskach Olimpijskich 1988
Gwatemalę na Letnich Igrzyskach Olimpijskich 1988 reprezentowało 28 zawodników: 25 mężczyzn i 3 kobiety. Był to 8. start reprezentacji Gwatemali na letnich igrzyskach olimpijskich.

## Skład kadry

### Boks
Mężczyźni
- Giovanni Pérez – waga kogucia – 17. miejsce

### Gimnastyka
Kobiety
- María Flores-Wurmser

Ćwiczenia na podłodze – 76. miejsce
Skok – 60. miejsce
Poręcz – 79. miejsce
Równoważnia – 66. miejsce
Wielobój – 76. miejsce

### Kolarstwo
Mężczyźni
- Andrés Torres – wyścig indywidualny ze startu wspólnego – 84. miejsce
- Óscar Aquino – wyścig indywidualny ze startu wspólnego – 86. miejsce
- Víctor Lechuga – wyścig indywidualny ze startu wspólnego – 100. miejsce
- Julio Illescas, Víctor Lechuga, Óscar Aquino, Andrés Torres – wyścig drużynowy, 100 km – 26. miejsce

### Lekkoatletyka
Kobiety
- María del Pilar – maraton – 53. miejsce

### Pływanie
Kobiety
- Blanca Morales

100 metrów st. motylkowym – 28. miejsce
200 metrów st. motylkowym – 21. miejsce

### Piłka nożna
Mężczyźni
- Adán Paniagua, Alejandro Ortíz, Allan Wellman, Byron Pérez, Carlos Castañeda, David Gardiner, Edgar Jérez, Jaime Batres, Juan Manuel Dávila, Juan Manuel Fuñes, Kevin Sandoval, Julio Alberto Rodas, Luis López, Norman Delva, Ricardo Piccinini, Rocael Mazariegos, Víctor Hugo Monzón – 13. miejsce

### Strzelectwo
Mężczyźni
- Carlos Silva – ruchomy cel, 50 m – 23. miejsce

### Zapasy
Mężczyźni
- Edvin Eduardo Vázquez

Styl klasyczny, waga musza – niesklasyfikowany
Styl wolny, waga musza – niesklasyfikowany